# هيو فرانكلين واترس
هيو فرانكلين واترس (بالإنجليزية: Hugh Franklin Waters)‏ هو محامي وضابط وقاضي أمريكي، ولد في 20 يوليو 1932 في هاكيت في الولايات المتحدة، وتوفي في 16 أبريل 2002 في فايتفيل في الولايات المتحدة.